# Goose Tatum
Reece "Goose" Tatum (El Dorado, Arkansas, 31 de mayo de 1921-El Paso, Texas, 18 de enero de 1967) fue un jugador de béisbol y baloncesto estadounidense que disputó 7 temporadas en las Ligas Negras de béisbol, que compaginó con 12 temporadas en el equipo de exhibición de los Harlem Globetrotters. En 2011 fue incluido en el Basketball Hall of Fame.

## Trayectoria deportiva

### Béisbol
Comenzó su andadura profesional en las Ligas Negras de béisbol, donde jugó siete temporadas en diferentes equipos, los Birmingham Black Barons, los Cincinnati Clowns y los Indianapolis Clowns.

### Baloncesto
En 1941 entró a formar parte de los Harlem Globetrotters, y enseguida se convirtió en una de las grandes atracciones del equipo. Es considerado por muchos medios como el inventor el lanzamiento de gancho, que décadas más tarde popularizara Kareem Abdul-Jabbar. Llevó a los Trotters a dos históricas victorias ante los Minneapolis Lakers de George Mikan en 1948 y 1949, en aquella época campeones de la BAA, la precursora de la NBA.
En 1953, junto a su compañero Marques Haynes, decidió crear un nuevo equipo de exhibición al estilo de los Globetrotters, los Harlem Magicians. Pero en 1961, Abe Saperstein, fundador de los Globetrotters, interpuso una demanda por plagio que finalmente acabó con el equipo.
Falleció en un hospital de El Paso (Texas), tras desvanecerse en su casa pocas horas antes. La autopsia determinó que falleció por causas naturales.